# Purapinta
Purapinta es un personaje argentino de historieta creado por Abel Ianiro. Fue publicado originalmente en la década del 50 en la revista Rico Tipo; y después, en la Revista Lúpin.
Purapinta representa a un porteño (habitante de Buenos Aires) que cuenta con un físico imponente pero resulta inofensivo en peleas y bravatas. En la historieta titulada Realidad finalmente venció en una disputa, pero su madre lo despierta de un sueño.